# Бернар-Анрі Леві
Бернар-Анрі Леві (фр. Bernard-Henri Lévy, широко знаний як BHL; нар. 5 листопада 1948, Бені-Саф) — французький філософ, письменник, кінорежисер-документаліст, політичний журналіст та воєнний кореспондент. Співзасновник групи «Нові філософи»; регулярно пише огляди в тижневику «Le Point», володіє часткою щоденної газети «Ліберасьйон».

## Біографія
Народився в Алжирському місті Бені-Саф у єврейській родині. Батько Бернара-Анрі був власником великої лісопромислової компанії «La Becob». 1954 року родина переїхала до Франції, у передмістя Парижа — Неї-сюр-Сен. 1968 року Бернар-Анрі вступив до Вищої нормальної школи.
Журналістську діяльність розпочав, працюючи у газеті «Combat». 1971 року їздив до Індії, де висвітлював війну за незалежність Бангладеш від Пакистану. З 1973 року — редактор видавництва «Grasset», в якому згодом виходили його книги. Написав понад 20 книг, переважно на злободенні соціальні та політичні теми: Варвара з людським обличчям, Грассе, 1977;
Французька ідеологія, Грассе, 1981;
Століття Сартра, Грассет, 2000;
Хто вбив Даніеля Перла?, Грассе, 2003;
Американське запаморочення, Грассе, 2006;
Цей великий труп догори ногами, Грассе, 2007;
Документи, що посвідчують особу, Грассе, 2010;
Війна, не люблячи її, Грассе, 2011;
Пригоди правди. Живопис і філософія, оповідання, Грассет, 2013;
Готель Європа, Грассе, 2014;
Дух іудаїзму, Грассе, 2016;
Імперія та п'ять королів, Грассе, 2017;
Цей вірус, який зводить з розуму, Грассе, 2020;
На дорозі людей без імені, Грассе, 2020.
У 1974 році одружився з моделлю Ізабель Дутрелуїнь (Isabelle Doutreluigne), яка народила двох дітей.
Леві знаний як один із засновників школи «Нової філософії», критик сучасного марксизму (книга «Варварство з людським обличчям», 1977).
У 1984 році Леві брав участь у створенні громадської організації «SOS racisme» покликаної для того, щоб залучати голоси чорних і арабських виборців для Соціалістичної партії Франції та її лідера Франсуа Міттерана. 1986 року їздив до Ефіопії.
На початку 1990-х висвітлював конфлікт у колишній Югославії, виступаючи на захист боснійських мусульман. 1991 року призначений директором державної кінокомісії (commission d'avances sur recettes), що розподіляє державні субсидії для кіно.
У 1993 році одружився з актрисою Аріель Домбаль. 1997 року зняв фільм «День і ніч» («Le Jour et la nuit») зі своєю дружиною і Аленом Делоном у головних ролях.
У 1999 році в своїх статтях виступив на боці «Армії визволення Косова» та закликав до бомбардувань у Сербії.
Підтримував війну з тероризмом в Афганістані.
Леві — борець з мусульманським фундаменталізмом. 2005 року він разом з Салманом Рушді виступив із маніфестом «Разом проти нового тоталітаризму», в якому піддав критиці карикатурний скандал 2005-2006 років і спроби поширення мусульманського способу життя в Європі.
Під час війни в Південній Осетії в 2008 році вів репортажі з Грузії, брав інтерв'ю у президента Михайла Саакашвілі.
У 2008 році вийшла книга «Вороги суспільства» — листування Леві зі знаменитим французьким письменником Мішелем Уельбеком.
У травні 2010 року підписав петицію групи «JCall» до Європарламенту, що закликає, зокрема, чинити тиск на Ізраїль. Петиція викликала суперечливі відгуки в Ізраїлі, та в цілому по світу.
У березні 2011 року брав участь у переговорах з лівійськими повстанцями в Бенгазі і публічно просував міжнародне визнання недавно створеної Національної перехідної ради. Пізніше, в тому ж місяці, він разом з Ніколя Саркозі просував ініціативу по військовому втручанню у Лівії.
2013 рік — веде активну пропаганду проти уряду Сирії. 20 червня 2013 він випустив чергову статтю під назвою «Врятуйте Алеппо!» («Sauvez Alep!»), В якій закликає розпочати вторгнення в Сирію проти «кривавого режиму Башара Асада».
З 2015 року засновник і директор французького видання «Правила гри» (La Règle du Jeu), редактор Le Point, а також в інших європейських та американських виданнях, де він щотижня аналізує політичні, мистецькі та культурні новини.
Протягом 2022 року подорожує Україною під час російського вторгнення в Україну. Того ж року Бернар-Анрі Леві зняв свій перший документальний фільм про війну «Чому Україна» («Pourquoi l'Ukraine»), який включав зустріч Бернара-Анрі Леві та Володимира Зеленського.
Він зняв другу кінострічку, документальний фільм «Слава Україні» («Slava Ukraini») (2023), зі сприйняття подій з окопів та переживання і емоції людей, постраждалих від війни. Відображав, як Росія порушує правила ведення війни і масово чинить воєнні злочини. Показ фільму пройшов перед переповненою залою поважних гостей, журналістів та прихильників у Варшаві 15 травня 2023 року.
У 2023 році активно закликав до виключення РФ з Ради Безпеки ООН.

## Ставлення до України

### Бернар-Анрі Леві про Майдан
1 квітня 2008 року у тексті, написаному разом з філософом Андре Глюксманом, опублікованому в газеті Le Monde, Бернар-Анрі Леві закликає прийняти Україну та Грузію до НАТО.
9 лютого 2014 року відвідав Київ, де виступив на Майдані Незалежності з підтримкою вимог Євромайдану. Під час своєї промови заявив: «Я французький громадянин, я — європейський федераліст, але сьогодні на Майдані, який нагадав Європі про її першочергові покликання, я також українець».
11 лютого 2015 року разом з Президентом Порошенком прилетів підтримати українців у Краматорську.
20 лютого під час інтерв'ю Юрію Макарову сказав, що у Франції існує вираз: «Порошенко нас всіх підкорив».
2 березня 2014 року Бернар-Анрі Леві виступив з другою промовою на Майдані в Києві. «Європа повинна захищати Україну. Європа повинна стати гарантом кордонів вашої нації та свободи її міст».

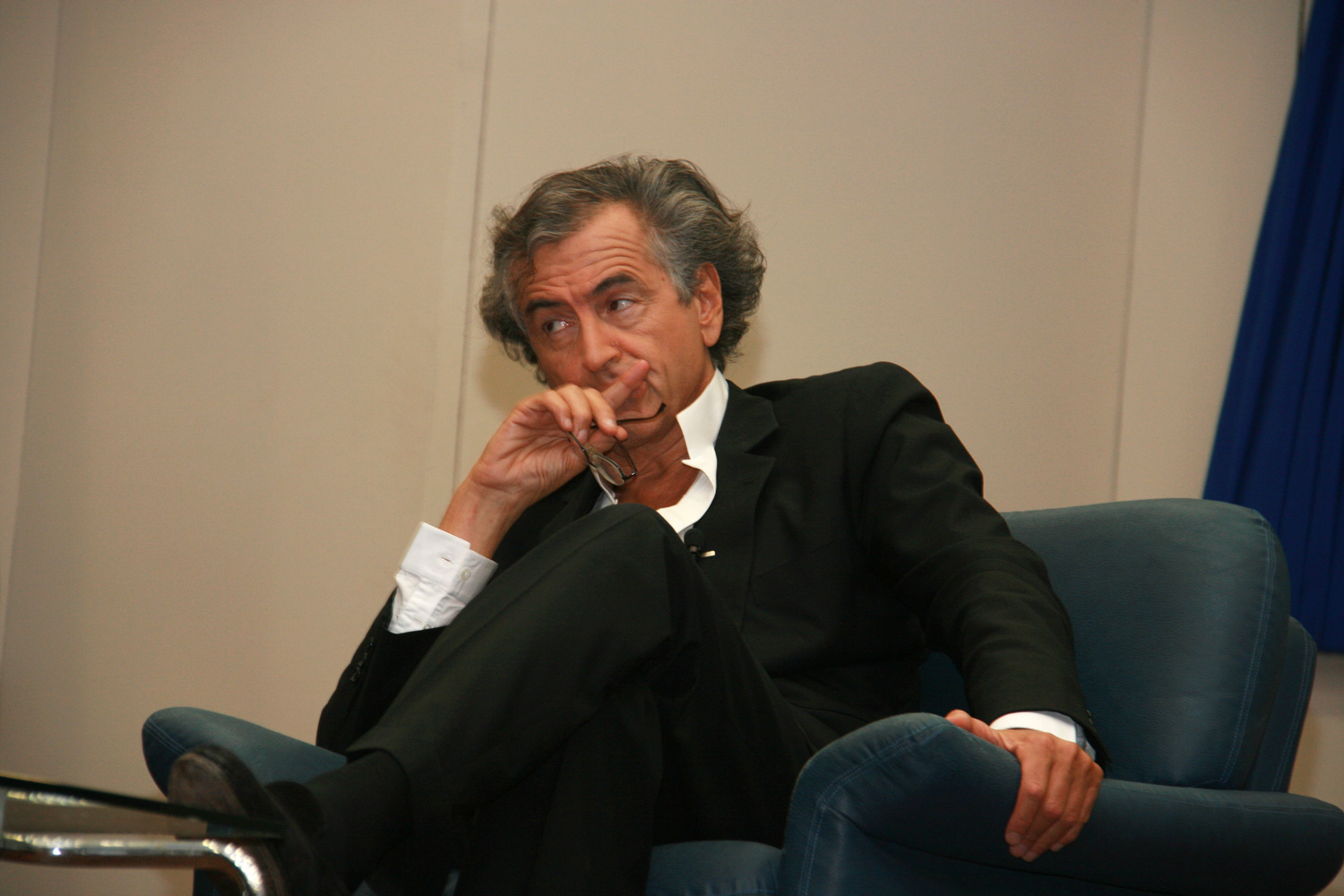
Бернар-Анрі Леві в Тель-Авівському університеті 2 червня 2011

4 березня 2014 року французький журнал La Régle du jeu під редакцією Бернара-Анрі Леві запросив до Парижа кандидатів на пост президента України, зокрема майбутнього мера Києва Віталія Кличка, для участі у зустрічі, після того, як був організований візит до Франсуа Олланда.
Бернару-Анрі Леві належать слова:
| Якби я був українцем, то захоплювався б сміливістю ваших військових, захоплювався б воїнами в Дебальцевому, які довго перебували під шквальним вогнем противника, які не відступили доти, доки не отримали наказу. Якби я був українцем, то відчував би вдячність до керівництва країни. Ви маєте хорошого президента, він не був готовий до керівництва держави під час війни, але зараз він добре справляється.... А простим українцям я б порадив набратись терпіння і сміливості, але ви і так наділені цими рисами! [21] |

### Бернар-Анрі Леві грає у своїх п 'єсах «Готель Європа» та «У пошуках Європи» в Україні
8 серпня 2014 року в Одеському оперному театрі відбулася постановка проєвропейської п 'єси «Готель Європа», написаної та створеної Бернаром-Анрі Леві, у його авторському виконанні.
За кілька місяців, 21 лютого 2015 року Бернар-Анрі Леві знову виконав її на сцені Київської опери. Він також представить свою п 'єсу у Львові 28 травня 2015 року.
За кілька років, 28 березня 2019 року, Бернар-Анрі Леві повертається на сцену: він виступає у Києві зі своїм другим театральним монологом «У пошуках Європи».

### Агентство модернізації України: пропозиція плану Маршалла
3 березня 2015 року Бернар-Анрі Леві став одним із трьох засновників Агентства модернізації України — разом із членом Палати лордів Великої Британії лордом Річардом Різбі та депутатом німецького парламенту і головою Німецько-української парламентської групи Карлом-Георгом Вельманом.
В ході презентації агенції, співзасновник Агентства модернізації України Бернар-Анрі Леві зазначив, що президент Франції Франсуа Олланд бачить в проєкті план Маршалла «нашого часу».
«Президент Олланд — президент Франції сказав мені: „Я вас підтримую і даю вам можливість розкрити потенціал“», — сказав Бернар-Анрі Леві в ході презентації Агентства у Відні.
У вересні 2015 року Бернар-Анрі Леві взяв участь у 12-й конференції Ялтинської європейської стратегії (YES), темою якої була "Як доля України впливає на Європу та світ сьогодні? ".

### Промова у Бабиному Ярі
29 вересня 2016 року від імені Президента Французької Республіки Франсуа Олланда Бернар-Анрі Леві вшановує пам 'ять жертв масових розстрілів в Бабиному Яру, виступаючи з промовою до 75-ї річниці цієї трагедії, у присутності Президента Європейської Ради Дональда Туска, Президента Німеччини Йоахіма Гаука, представника Реувена Рівліна, Глави держави Ізраїль та представників єврейських громад України: «Все це для вашої країни […] є кроком вперед у напрямку повернення до Європи».

### Бернар-Анрі Леві та Володимир Зеленський
Бернар-Анрі Леві зустрічається з Володимиром Зеленським напередодні його обрання, 30 березня 2019 року. Леві описує цю зустріч у пресі. Наприкінці зустрічі Зеленський звертається до Бернара-Анрі Леві та його знімальної групи, що з'являється у сцені фільмі «Чому Україна»: «У мене є нові друзі». За кілька місяців ці дві постаті знову зустрінуться на конференції YES у Києві 13 вересня 2019 року. Вони знову зустрічаються у 2020 році, з нагоди репортажу Бернара-Анрі Леві, знаятого на лінії фронту на Донбасі на якій захисники України стикаються з російськими силами. Леві каже: «Зеленський перетворився на воєначальника. […] Я бачив, сходження борця, чия мужність вражає сьогодні весь світ».
Філософ не впустив можливості зауважити мужність українського президента, якого він називає «Президент-Мужність» і порівнює з Черчиллем, — «Ця людина, яка спускається з непокритою головою вулицями Києва після бомбардувань, є молодим Черчиллем», — і додає: «Є щось дуже велике у цій людині, яка захищає свою країну, яка захищає свою землю […] Вона захищає найкраще з європейських цінностей. […] Він вражає силою і неймовірним благородством, це приголомшує».
13 грудня 2022 року Бернар-Анрі Леві зустрічається в Парижі з першою леді України Оленою Зеленською. Так, філософ передає авторські права на свій фільм Фундації Олени Зеленської.

### 2022—2023: Бернар-Анрі Леві на фронті разом з українським опором
Після вторгнення Росії в Україну 24 лютого 2022 року Бернар-Анрі Леві рішуче засуджує путінську агресію та підтримує Зеленського і хвалить його мужність.
1 березня 2022 року Бернар-Анрі Леві та журнал La Régle du Jeu, заснований філософом, організовують велику зустріч у Театрі Антуана в Парижі на підтримку українського народу та президента Зеленського. Леві заявляє у своєму виступі: «Зеленський поводиться як велика людина, з нечуваною мужністю, мужністю, гідною великих». На цій зустрічі виступають численні політики, а також журналісти, письменники, кінематографісти.
5 березня 2022 року Леві бере участь у великій паризькій демонстрації на підтримку Францією України; він виголошує промову на площі Бастилії перед кількома тисячами демонстрантів і закликає до озброєння українського опору: «Щоб припинити бійню, ми повинні передати українцям засоби самозахисту. Для захиту їхньої землі, їхніх сімей, їхніх цінностей, які є і нашими. […] Україні потрібна зброя, щоб зупинити цю війну і виграти мир».
Міжнародний репортер Wall Street Journal, Tablet, La Repubblica та Paris-Match Бернар-Анрі Леві протягом 2022 року публікує нові репортажі та фільм «Чому Україна», які розповідають про війну. Його тексти публікуються у світовій та українській пресі. Його фільм транслювався на французькому телеканалі Arte 28 червня 2022 року, перш ніж бути представленим у штаб-квартирі Організації Об 'єднаних Націй у Нью-Йорку 27 жовтня 2022 року.
У жовтні 2022 року Бернар-Анрі Леві писав у статті: "Ми повинні очікувати остаточного маневру, який виведе цю війну з її суто військової фази. […] Підриву, наприклад, Каховської греблі і затоплення Херсонської області. Запуску, як він це було в середині вересня, хоч і в меншому масштабі, крилатої ракети на греблю гідроелектростанції річки Інгулець з наслідками для Кривого Рогу. 6 червня 2023 року Каховська гребля гідроелектростанції була зруйнована збройними силами Російської Федерації.
У вересні 2022 року Леві здійснив четверту поїздку на фронт в Україні. Наступного місяця Бернар-Анрі Леві перетнув Україну зі Сходу на Південь, по нових лініях фронту, проведених українським контрнаступом. Ці поїздки, зняті Бернаром-Анрі Леві та Марком Русселем, дадуть другий фільм про війну Росії проти України, «Слава Україні», випущений 22 лютого 2023 року. За кілька днів, 26 лютого 2023 року, в Києві відбувається спеціальний показ фільму в Україні в присутності багатьох українців і уповноважених політиків. Фільм також показали у Сполучених Штатах у травні 2023 року в Організації Об 'єднаних Націй у Нью-Йорку, в Лос-Анджелесі, Чикаго, Філадельфії та Вашингтоні, округ Колумбія, перед Конгресом США, перед показом у Польщі, а також у Європейському парламенті та у Національній Асамблеї у Франції перед депутатами.
У червні 2023 року Бернар-Анрі Леві вирішує провести більшу частину літа у воєнній Україні.
В грудні 2023 року привіз показати конгресменам США свій документальний фільм «Героям Слава (Слава Україні)».
15 липня відвідав позиції бригади НГУ «Хартія», де зустрівся з Жаданом.

## Нагороди
- Орден «За заслуги» III ст. (Україна, 4 вересня 2023) — за вагомий особистий внесок у зміцнення міждержавного співробітництва, підтримку державного суверенітету та територіальної цілісності України, популяризацію Української держави у світі[92]
- Премія та медаль імені Митрополита Андрея Шептицького (Україна; 2025)[93]
- Почесний нагрудний знак «За сприяння війську» (Україна; 8 квітня 2025) — вручений генералом Олександром Сирським.[94]

## Твори
- Bangla Desh, Nationalisme dans la révolution, 1973 (réédité sous le titre Les Indes rouges 1985)
- Варварство з людським обличчям / La Barbarie à visage humain, Grasset, 1977, ISBN 2-246-00498-5
- Заповіт Бога / Le Testament de Dieu, 1979
- L'Idéologie française, 1981
- Questions de principe I, 1983
- Диявол в голові / Le Diable en tête, 1984
- Impressions d'Asie, 1985
- Questions de principe II, 1986
- Éloge des intellectuels, 1988
- Останні дні Шарля Бодлера / Les Derniers Jours de Charles Baudelaire, 1988
- Questions de principe III, la suite dans les idées, 1990
- Frank Stella, les années 80, 1990
- Les Aventures de la liberté, une histoire subjective des intellectuels, 1991
- Цезар, той, хто був надто веселим / César, celui qui était trop gai, 1991
- Le Jugement dernier, 1992
- Questions de principe IV, Idées fixes, 1992
- L'Art de Piero della Francesca et de Mondrian, 1992
- Les Hommes et les Femmes (avec Françoise Giroud), 1993
- La Pureté dangereuse, 1994
- Questions de principe V, Blocs-notes, 1995
- Le Lys et la Cendre, 1996
- Comédie, 1997
- Questions de principe VI avec Salman Rushdie 1998
- Questions de principe VII, Mémoire vive, 2001
- Століття Сартра / Le Siècle de Sartre, 2000
- Роздуми про війну, про зло і про кінець історії / Réflexions sur la Guerre, le Mal et la fin de l'Histoire, 2002
- Rapport au Président de la République et au Premier Ministre sur la participation de la France à la reconstruction de l'Afghanistan, 2002
- Qui a tué Daniel Pearl ?, 2003 — Prix Livres et Droits de l'Homme de la Ville de Nancy, 2003[95]
- Questions de principe VIII, jours de colère 2004
- Questions de principe IX Récidives, 2004
- American Vertigo, 2006
- Questions de principe X, Ici et ailleurs, 2007
- Ce grand cadavre à la renverse, 2007
- Пам'ять, забуття та самотність Ізраїлю / La Mémoire, l'Oubli, Solitude d'Israël, 2007 (Enregistrement du débat public à Jérusalem, avec Benny Lévy et Alain Finkielkraut, sur CD audio — запис публічних дебатів між Бернаром-Анрі Леві та Аленом Фінкелькраутом)
- Публічні вороги / Ennemis publics, 2008. (Correspondance entre Michel Houellebecq et BHL — листування з Мішелем Уельбеком)
- Про війну у філософії / De la guerre en philosophie, 2010 978-2246767213, Prix Botul 2010
- Навколо Камю / Autour de Camus, 2010 (Table ronde à l'Auditorium du Monde, avec Jean Daniel et Michel Onfray, sur CD audio)
- Pièces d'identité, 2010 978-2-246-76791-6 — Prix Saint-Simon 2010[96]
- La Guerre sans l'aimer, 2011, Éditions Grasset
- Les aventures de la vérité. Peinture et philosophie, un récit, 2013, Éditions Grasset
- La résistible ascension d'Arturo Poutine. — Кар'єра Артуро Путіна, яку можна було спинити. — (лекція в НАУКМА, травень 2014)
- Hôtel Europe, 2014, Paris, Grasset
- L'Esprit du judaïsme, 2016, Paris, Grasset210
- Questions de principe XIII, Qui a peur du XXIe siècle?, 2017
- L'Empire et les cinq rois, 2018, Paris, Grasset
- Ce virus qui rend fou, 2020, Paris, Grasset
- Sur la route des hommes sans nom, 2021, Paris, Grasset